# La Motte (Weingut)
Koordinaten: 33° 52′ 51,7″ S, 19° 4′ 24,3″ O

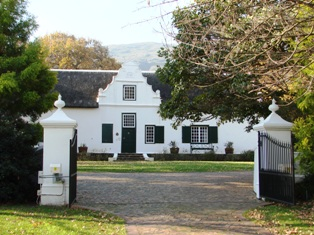
Haupthaus des Gutes La Motte

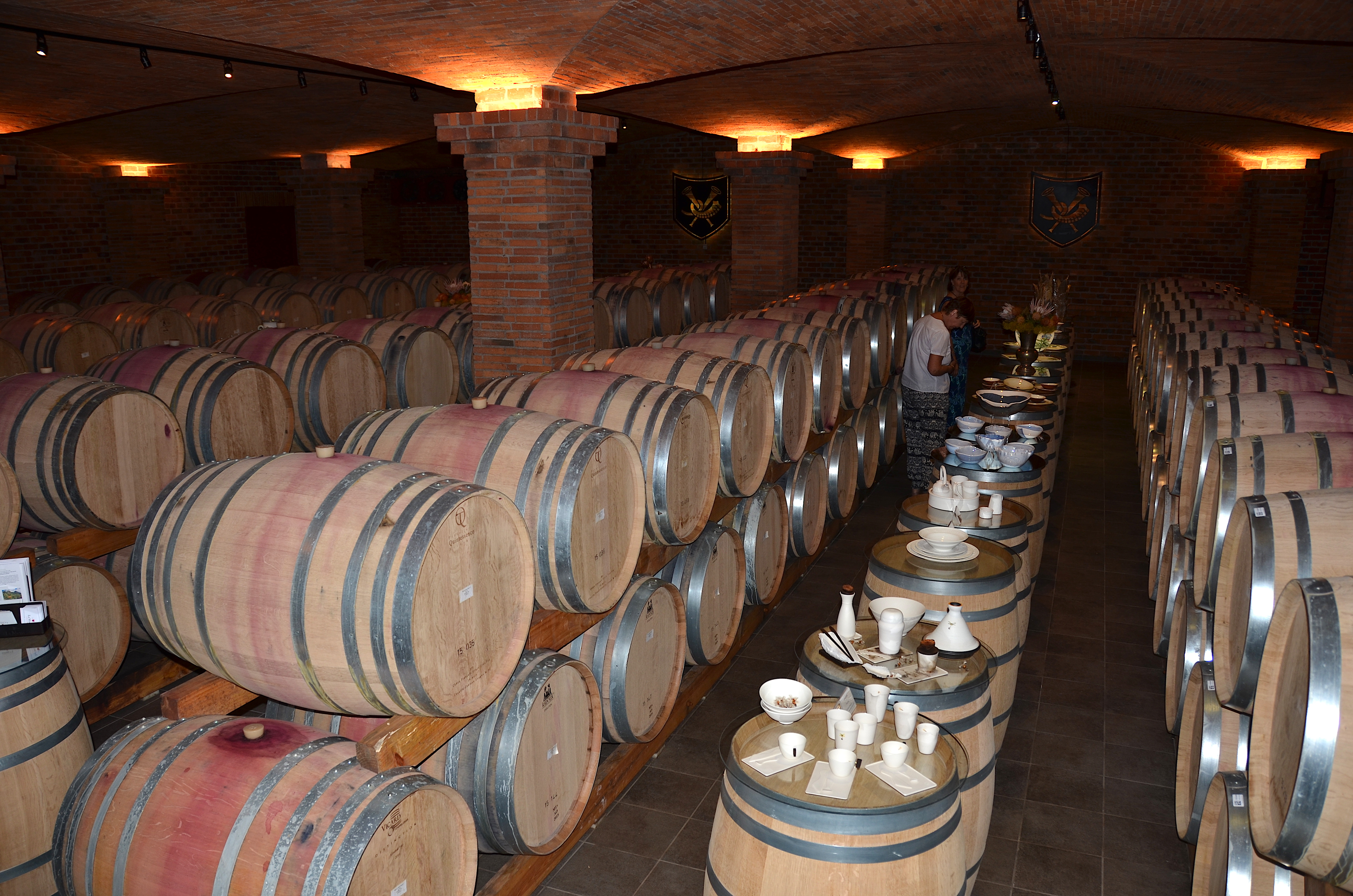
La Motte Weinkeller (2015)

Das Weingut La Motte liegt nahe der südafrikanischen Stadt Franschhoek, Gemeinde Stellenbosch im Distrikt Cape Winelands. Die 104 Hektar Anbauflächen sind nach Süden/Südwesten ausgerichtet, und liegen in einer Höhenlage von 300 bis 400 m über dem Meeresspiegel. Es werden jährlich rund 900 Tonnen Wein (300.000 Flaschen) produziert, wobei nur rund die Hälfte unter dem La Motte-Etikett vermarktet wird. Die Pinot-Noir-Trauben werden zum Beispiel vollständig an andere Betriebe verkauft. La Motte verfügt über 1200 Barriquefässer.

## Geschichte
1695 kaufte der Deutsche Hans Hattingh hier Land, das er 1709 an seinen Nachbarn, den Hugenotten Pierre Joubert, verkaufte. Dieser benannte es nach seinem französischen Heimatort „La Motte d’Aigues“. Ab 1752 wurde hier Wein angebaut, das Herrenhaus aus dieser Zeit im kapholländischen Stil wurde 1975 zum Nationaldenkmal erklärt. Im 19. Jahrhundert gehörte das Weingut, ebenso wie Boschendal, dem Premierminister der Kapkolonie Cecil Rhodes.

## Angebaute Rebsorten
- Cabernet Sauvignon
- Chardonnay
- Sauvignon Blanc
- Shiraz
- Pinot Noir